# جامع الفضل
جامع الفضل من مساجد بغداد القديمة والتراثية، وفيهِ قبر الشيخ محمد بن الفضل، ويقع الجامع في محلة الفضل في جانب الرصافة من مدينة بغداد، وسميت المحلة على أسمهِ (محلة الفضل)، وفي عهد الوالي سليمان باشا الكبير عام 1211هـ/1796م أمر بشراء بعض الدور المجاورة لهُ وألحقها بهِ وجدد بنيانهِ عام 1219هـ/1804م، والجامع فيهِ مصلى فسيح الساحة رصين البنيان، وقد زينت جدرانه بالآيات القرآنية من الداخل، والجامع مشيد بالطابوق، وفيهِ منارة مئذنة عالية ومزينة بالكاشي الكربلائي، وعلى يمينها يقع مصلى الحرم الكبير والذي يتسع لأكثر من 500 مصل، ويعلوهُ سقف مكون من مجموعة من القباب عددها ستة ويقع على يمين الحرم مرقد الفضل ويليهِ مصلى حرم النساء الذي يتسع لأكثر من 200 مصل، وتعلوهُ ثلاث قباب متوسطة الحجم، وتبلغ مساحة الجامع حوالي خمسة آلاف متر مربع (2 دونم) تقريباً، وللجامع مجموعة من الوقفيات التي وقفت له في عهد الدولة العثمانية، وكان يحتوي الجامع على مدرسة دينية تدرس فيها العلوم الشرعية أغلقت حالياً، وفي الجامع ساحة كبيرة فيها مصلى صيفي مسقف تحيطها مجموعة من الغرف مخصصة لخدم الجامع ولقد شيدت هذه الغرف سابقاً لايواء طلبة العلوم الدينية، الذين كانوا يدرسون في المدرسة وكان من مدرسيها الشيخ عبد الوهاب النائب الذي توفي عام 1345هـ/1926م، ودفن في الجامع، والجامع يحوي ضريح ومرقد الأمير (الفضل بن عبد الملك الهاشمي العباسي) الذي كان من أكابر أعيان بني العباس، والذي كان يشغل منصب أمير الحج في موسم الحج، وقد حج بالناس، نيابة عن الخليفة بصفتهِ أميراً للحج، ثم توفي في بغداد سنة 307هـ/919م ودفن في هذا الجامع الذي كان يشغل منصب الإمامة فيهِ، وقيل سمي بالفضل نسبة إلى الفضل ابن سهل بن بشر الشافعي الواعظ البغدادي المتوفي سنة 548 هـ.
ولقد أجريت للجامع قناة من ماء نهر دجلة وتنتهي القناة في بركة تجاوره مسقوفة بقبة قائمة إلى عهد قريب ثم هدمت، وكانت القناة تمد بالماء ليس المصلين فحسب، بل وأهل حي الفضل أيضاً.
والجامع مستلم من قبل ديوان الوقف السني وحالتهُ مضبوطة، وتقام في الجامع حالياً صلاة الجمعة وصلاة العيدين وسائر الصلوات الخمسة، وفيهِ تقام دورات تحفيظ القرآن للطلاب في العطلة المدرسية الصيفية، حيث يخرج المسجد 60 طالب كل عام من مختلف الأعمار، ويحفظون أجزاء من القرآن، وبعض العلوم الفقهية والآداب الإسلامية.